# Kezelhetőségi pálya
A kezelhetőségi pálya (angolul: handling course, németül: Handlingkurs) alatt az autóipari próbapályák azon szakaszát értjük, amely lehetőséget ad a járműviselkedés, járműkezelhetőség, valamint a műszaki beállítások vizsgálatára, forgalomtól elzárt ellenőrzött körülmények között. Jellemzően önmagában záródó nyomvonalú pálya. Gyakran hasonlítják kisebb versenypályákhoz, azonban funkcióját tekintve a kezelhetőségi pálya szigorúan tesztcélú útvonal. A környezeti kialakítását illetően országúti körülmények jellemzik.

## Felépítése
A kezelhetőségi pályák legtöbb esetben két részből tevődnek össze, ezek a nagy sebességű, illetve a kis sebességű pályák. Ahogy ezt a nevük is mutatja a két pályaszakaszon ugyanazokat a teszteket lehet elvégezni, a sebesség mértékétől függően. Másik gyakori csoportosítása a pályanedvesítésen alapul: általában megkülönböztetnek nedvesített, illetve száraz pályát is. 
A kezelhetőségi pálya több alternatív útvonalával, változatos nyomvonalvezetést biztosít a tesztekhez. Mivel a pályaszakaszok különböző görbületi sugárral rendelkeznek, ezért minden járműtípus tesztelésére alkalmasak. A kezelhetőségi pályához kapcsolódóan számos, különleges burkolatú rövidebb betétszakasz is tartozik, ez próbapályánként eltérő lehet. Készülhet íves és egyenes kialakítású, hullámos burkolatú aszfaltpálya is, továbbá eltérő oldalesésű egyenes és kanyarodó szakaszok is lehetnek. Előfordul, hogy leromlott karbantartást igényélő felület tudatos építésével bővítik a lehetőségek számát. Nem ritka, hogy aquaplaning tesztek elvégzésére lehetőséget nyújtó sávval is rendelkezik. Ezt jellemzően pályanedvesítésnél alkalmazott szórófejekkel biztosítják. A biztonságos tesztek kivitelezését biztosítják a kanyarok mentén kiépített bukóterek. 

## A kezelhetőségi pálya célja, felhasználása
A járműviselkedés avagy a kezelhetőség alatt, a kormányzás futómű kapcsolatát, a különböző segédberendezések ESP, ABS, ASR és egyéb, a járművek menetdinamikájára ható rendszerek tesztelését értjük. Mivel a tesztelési lehetőségek korlátlanok. a kezelhetőségi pálya minden olyan szituációs helyzet szimulálására alkalmas, mely a modern autók menetdinamikájával kapcsolatos.

## Tesztpályák dinamikai felületei
Európában jelenleg a legtöbb tesztpályának is része a kezelhetőségi pálya. Az ismertebbek között van, a Németországban található boxbergi, a Svédországban található Vaitoudden. Jelenleg Magyarországon is építés alatt van egy tesztpálya Zalaegerszeg mellett, ahol szintén megtalálható lesz a kezelhetőségi pályaszakaszként ismert pályaelem is.

### Zala ZONE Járműipari Tesztpálya, Magyarország, Zalaegerszeg
A kezelhetőségi pálya a Zalaegerszegen épülő tesztpálya egyik alapvető része lesz. Kívül egy nagy sebességű kezelhetőségi pályából áll, melynek teljes hossza 2032 m, burkolatszélessége 12 m. Itt az egyenes szakaszok hossza és az ívsugarak lehetővé teszik a 120 km/h sebesség elérését. A nagy sebességű pályán belül épül meg a kis sebességű kezelhetőségi pálya, amelyen ugyanazokat a teszteket lehet elvégezni maximum 60 km/h sebességgel, teljes hossza 1334 m, burkolatszélessége 6 m.
Emellett több, különleges burkolatú rövidebb betétszakaszt is része lesz a kezelhetőségi pályának: kátyús, leromlott állagú, egy bazaltburkolatú, egy egyenes és íves kialakítású, hullámos burkolatú, egy dombos útszakasz, valamint egy 5%-os oldalesésű pályaszakasz. Kialakításra kerül egy bazaltburkolatú körtárcsa, amelyen sodródás, farolás tesztelése lehetséges, valamint egy olyan betétszakasz amelyen a vizes úton való csúszás szimulálható.

### Boxberg Proving Ground, Németország, Boxberg
A Boxbergben található kezelhetőségi pálya két részre bontható. Az egyiket nagyobb sebességű vezetésre tervezték, amely a 48 m és 101 m közötti görbületi sugarai miatt minden járműtípus tesztelésére alkalmas. A másik rész görbületi sugarai 15 m és 115 m között vannak. Lejtők és emelkedők is találhatók rajta emiatt ennek nagyobb a nehézségi foka. A pálya több szakasza is nedvesíthető. Ezenkívül van rajta sodródáshoz (drift) használható körfelület is. Ez a pályaszakasz nem alkalmas tehergépjárművek és buszok tesztelésére, de található rajta egy hegyi átjárót ábrázoló pályaegység is, mely alkalmas szeles útviszonyok szimulálására.

### Vaitoudden Winter test center, Svédország
A pálya két részre bontható, egy havas felületűre és egy fagyott felületűre. A havas felület teljes hossza 2470 m, a sáv szélessége kb. 5 m, és 13 görbét tartalmaz, a pálya felszíne havas, így tapadása közepes (μ <0,3). A fagyott felületnek szintén két része van, az első teljes hossza kb. 1850 m, a pálya szélessége itt is kb. 5 m, és 8 görbéből áll. A pálya felszíne jég, ahol a tapadás közepes (μ <0,3). A második rész hossza kb. 3000 m, a pálya szélessége itt is 5 m, és 30 görbéből áll. A pálya felszíne szintén jég, ahol a tapadás is közepes (μ <0,3).

### Papenburg Handling Course, Németország
A papenburgi tesztpálya kezelhetőségi szakasza a Hockenheimben található versenypálya kicsinyített másolata, hossza 2,6 km, szélessége 10 m, és két független részre osztható.